# 钱易 (环境工程专家)
钱易（1936年12月27日—），女，江苏無錫人，出生於蘇州，中国环境工程专家，清华大学环境学院教授。国学大师钱穆之女。

## 生平
1956年毕业于上海同济大学，1959年取得清华大学研究生学位。致力于研究开发高效、低耗废水处理新技术、降解有机物生物、清洁生产、污染预防和循环经济，以及环境立法工作。1994年当选中国工程院院士。1998年3月，第九届全国人大第一次会议上，他当选为全国人民代表大会常务委员会委员。2001年6月，中国科学技术协会第六次全国代表大会召开，并选举其出任第六届全国委员会副主席。

## 头衔
- 中国科协副主席
- 全国人大环境与资源保护委员会副主任委员
- 世界工程组织联合会副主席
- 世界资源研究所理事会成员
- 清华大学学术委员会主任

## 荣誉成果
获国家科技进步二等奖3次、三等奖1次，1次国家科技发明三等奖，部委级科技进步一等奖2次、二等奖2次，1次中国科学院自然科学一等奖。培养31名硕士，47名博士。主编、合编有《工业性污染的防治》、《城市可持续发展与水污染防治对策》、《环境工程手册：水污染防治卷》、《环境保护与可持续发展》等7本著作。